# 狂飙突进运动
狂飙突进运动（德語：Sturm und Drang，德語發音：[ˈʃtʊʁm ʔʊnt ˈdʁaŋ]）是指1760年代晚期到1780年代早期在德国文学和音乐创作领域的变革。是文艺形式从古典主义向浪漫主义过渡时的阶段，也可以说是幼稚时期的浪漫主义。其名称来源于剧作家克林格的戏剧“狂飙突进”，但其中心代表人物是歌德和席勒，歌德的《少年维特的烦恼》是其典型代表作品，表达的是人类内心感情的冲突和奋进精神。这次运动是由一批市民阶级出身的青年德国作家发起的，他们受到当时启蒙运动的影响，特别是受到了卢梭哲学思想的影响，歌颂“天才”，主张“自由”、“个性解放”，提出了“返回自然”的口号。但另一方面这些年轻作家反对启蒙运动时期的社会关系，驳斥了过分强调理性的观点。这个运动持续了将近二十多年，从1765年到1785年，然后被成熟的浪漫主义运动所取代。

## 在文学中

### 特征
狂飙突进时期的作家多数都出身于市民家庭，是新兴的市民阶层的代表。这些市民阶层的年轻知识分子用奔放的热情来表达自己的不满，他们反对社会等级偏见，反对封建社会“不自然”的生活方式，他们反抗社会、道德和美学的束缚，而反抗的方式就是通过抒发个人情感来对社会进行揭露，以此来引发读者的共鸣。
狂飙突进时期的作家的表达多是从感性认识出发，所以言辞激烈，富有感染力并且以感性体验为主。他们反对启蒙运动的作家把道德观念抽象化，他们认为这是一种无用的负担（nutzloser Zwang）。这种抽象化的道德观念通过大众教育得以实现，而这种教育破坏了个体的独特性。狂飙突进时期的作家认为无论是个人还是民族的发展，都应该像生物的生长一样，所有的等级都是价值相等的，这才是一种理想的自然状况。
狂飙突进时期的作家都有着鲜明的政治色彩，他们反抗当局，反抗贵族和神权的权力滥用，要求人权和社会自由平等。他们的作品大都是反映当时的社会现实问题，描述市民阶级与封建贵族之间的冲突，以及年轻人真挚的爱情。在风格上，他们的作品大都感情真挚、热烈，但其中也夹杂着浓厚的感伤色彩。

### 代表人物
- 歌德
- 弗里德里希·席勒
- 约翰·戈特弗里德·赫尔德
- 让-雅克·卢梭

## 在音乐中
狂飙突进运动对古典主义时期的音乐创作也有影响，导致重视小调，最典型的是莫扎特的歌剧《唐·璜》和海顿的第45号交响曲。